# Al cim del món
Al cim del món (títol original: Top of the World) és una pel·lícula del 1997 dirigida per Sidney J. Furie protagonitzada per Peter Weller, Dennis Hopper i Tia Carrere. També va presentar David Alan Grier, Cary-Hiroyuki Tagawa, Peter Coyote i Joe Pantoliano. La trama es va rodar a Las Vegas. Ha estat doblada al català.

## Argument
Per tancar un divorci ràpid, a Las Vegas, un ex-convicte, ex-policia i la seva muller donen voltes pel Cowboy Country Casino, dirigit per Charles Atlas. Guanyen molts diners, tants que el casino pensa que els estan robant. La policia creu el seu guany es una diversió escenificada, i els dos es converteixen en sospitosos i són retinguts. En el transcurs del vespre i matí següent, el dos intenten fugir del casino i provar la seva innocència, així com salvar el seu matrimoni.

## Repartiment
- Peter Weller: Ray Mercer
- Dennis Hopper: Charles Atles
- Tia Carrere: Rebecca Mercer
- David Alan Grier: Detectiu Augustus
- Joe Pantoliano: Vince Castor